# 三嶋神社 (神奈川県大井町)

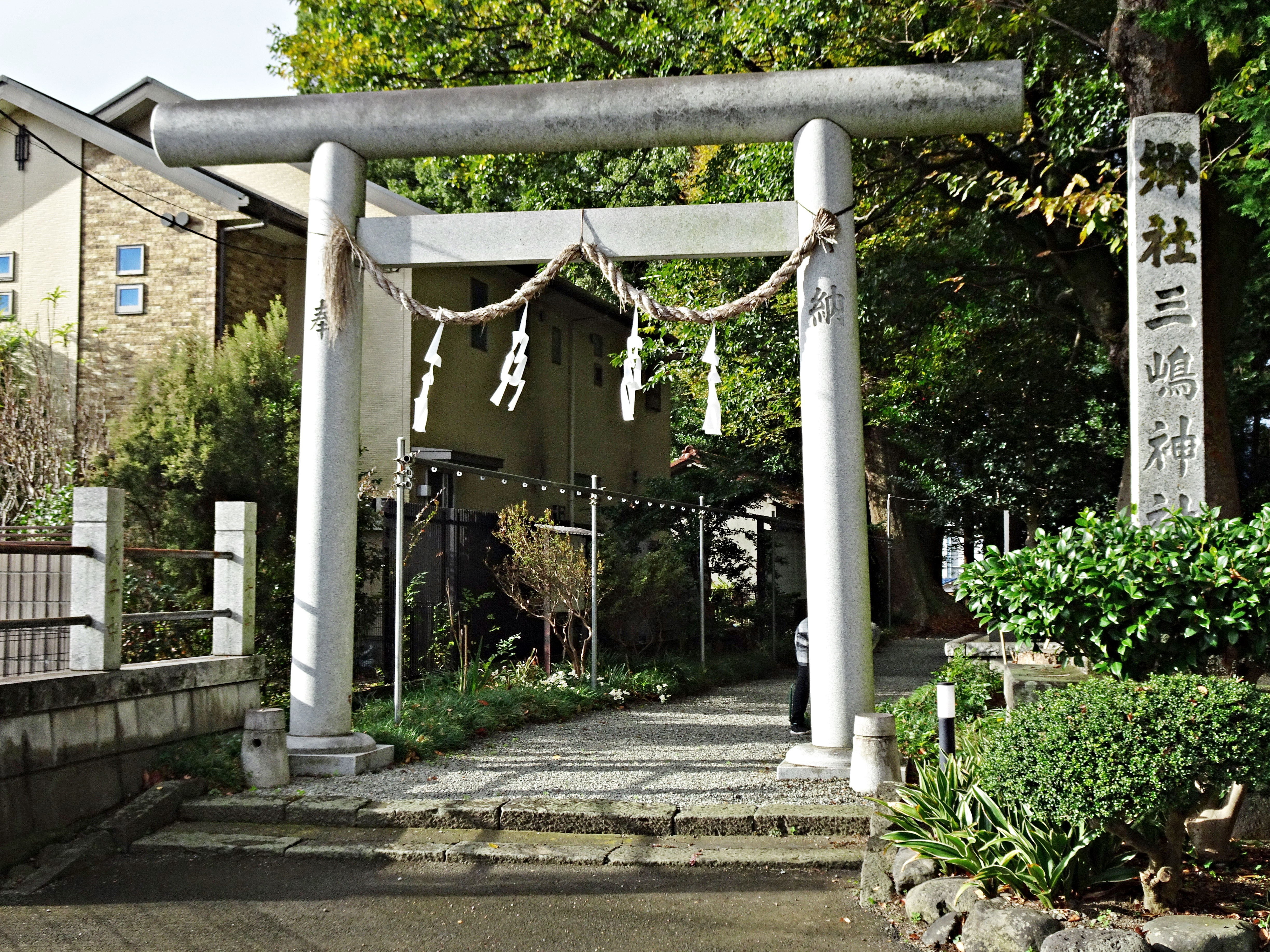
三嶋神社の鳥居

三嶋神社（みしまじんじゃ）は、神奈川県足柄上郡大井町に所在する神社。

## 歴史
鎌倉時代初期に創建された。源頼朝がまだ流人だった頃、伊豆国目代山木兼隆が三嶋大社に奉納した兜を叩き割る夢を見た。頼朝はこの夢に感激し、事が成就した暁には三嶋大社から分霊を勧請して新しい神社を創建する誓いを立てた。その後、頼朝は鎌倉幕府を開設、誓い通りに新神社を創建した。これが当社の起源である。
これらの逸話から、「大願成就の神社」として足利氏や後北条氏の崇敬を集めてきた。
1590年（天正18年）、小田原合戦の際に豊臣軍の略奪を受けたが、社宝などの最も重要な物は隠したため、難を逃れている。

## 文化財
- 木造薬師如来坐像（神奈川県指定重要文化財 昭和62年11月20日指定）[3]
- 上大井三嶋神社の算額（大井町指定重要文化財 平成24年11月30日指定）[4]

## 交通アクセス
- 上大井駅より徒歩8分。